# 萊維特 (加利福尼亞州)
萊維特（英語：Leavitt）是位於美國加利福尼亞州拉森縣的一個非建制地區。該地的面積和人口皆未知。

## 地理
萊維特的座標為40°23′46″N 120°31′34″W / 40.39611°N 120.52611°W，而該地的平均海拔高度為1251米（即4104英尺）。